# ریتا ویلسون
ریتا ویلسون (به انگلیسی: Rita Wilson) (زادهٔ ۲۶ اکتبر ۱۹۵۶ در لس آنجلس) بازیگر و تهیه‌کنندهٔ آمریکایی است.

## سال‌های نخست زندگی
ریتا متولد لس آنجلس، کالیفرنیا و دو رگهٔ بلغاری-یونانی است.
پدرش یک مسلمان بلغاری بود که در یونان زاده شده بود و در بلغارستان و ترکیه زندگی کرد. سپس به ایالات متحده آمریکا مهاجرت کرد و از اسلام به مسیحیت ارتدوکس گروید.
مادرش دراتی متولد و بزرگ شدهٔ روستایی در یونان بود.
خانوادهٔ ویلسون فامیلیشان را از ابراهیمیوف به ویلسون تغییر دادند که نام یک خیابان محلی در کالیفرنیا است.

## شغل
شغل ویلسون وقتی شروع شد که مهمان یک نمایش تلویزیونی بود و به دنبال آن در نمایش‌های دیگری در سال‌های ۱۹۷۰ تا ۱۹۸۰ ظاهر شد.

## زندگی شخصی

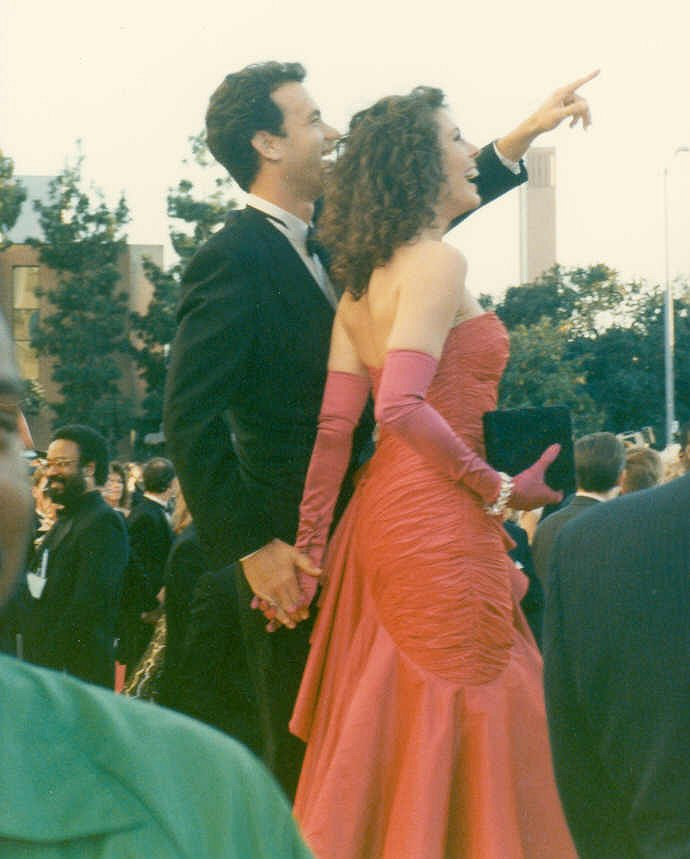
ویلسون و تام هنکس

او با تام هنکس در سال ۱۹۸۸ ازدواج کرده که از او دو فرزند خوانده و دو فرزند دارد. او به مرکز سرطانی مافیت که چند زیر مجموعه دارد، یک تکه جواهر ۱۴ عیار بخشید. او همچنین عضو کلیسای یونانی ارتودکس است.

## فیلم‌شناسی
- چرخش به بیرون (۱۹۶۶)
- روزی که به زمین آمد (۱۹۷۹)
- فیلم بعدی چیج و چانگ (۱۹۸۰)
- داوطلبان (۱۹۸۵)
- نوجوان جادوگر (۱۹۸۹)
- گناه کنندگان (۱۹۹۰)
- آتش غرور (۱۹۹۰)
- بی خوابی در سیاتل (۱۹۹۳)
- آجیل مخلوط (۱۹۹۴)
- حال و آینده (۱۹۹۵)
- حال و آینده (۱۹۹۵)
- سگ ممنوع (۱۹۹۶)
- آن کاری که تو می‌کنی! (۱۹۹۶)
- جیرینگ جیرینگ ادامه‌دار (۱۹۹۶)
- سایکو (۱۹۹۸)
- عروس فراری (۱۹۹۹)
- بچهٔ نامریی (۱۹۹۹)
- داستان ما (۱۹۹۹)
- عطر (۲۰۰۱)
- خاننهٔ شیشه‌ای (۲۰۰۱)
- تمرکز اوتوماتیک (۲۰۰۲)
- صدات رو بلند کن (۲۰۰۴)
- شادی در دوزهای کم (۲۰۰۵)
- فوکوس خودکار (۲۰۰۵)
- راه رفتن روی ماه (۲۰۰۵)
- اهیو ی زیبا (۲۰۰۶)
- زندگی من در ویرانه‌ها (۲۰۰۹)
- سگ‌های پیر (۲۰۰۹)
- پیچیده‌است (۲۰۰۹)
- هنر سر کردن (۲۰۱۱)
- لری کراون (۲۰۱۱)
- نظم و قانون: واحد قربانیان ویژه (۲۰۱۱)
- همسر خوب (۲۰۱۱)
- عروسی یونانی پرریخت‌وپاش و بزرگ من ۲ (۲۰۱۶)